# Franciska
Franciska je žensko osebno ime.

## Izvor imena
Ime Franciska je v Sloveniji različica ženskega osebnega imena Frančiška.

## Tujejezikovne različice imena
- pri Islandcih, Nemcih: Franziska
- pri Madžarih, Švedih: Franciska

## Pogostost imena
Po podatkih Statističnega urada Republike Slovenije je bilo na dan 31. decembra 2007 v Sloveniji število ženskih oseb z imenom Franciska: 65.

## Osebni praznik
V koledarju je ime Franciska skupaj z imenom Frančiška; god praznuje 9. marca ali pa 22.decembra.